# Tachyspiza
Tachyspiza is een geslacht van haviken en sperwers in the familie Accipitridae. Deze 27 soorten waren voorheen ondergebracht in het geslacht Accipiter.
- Tachyspiza badia (Gmelin, JF, 1788) – Shikra
- Tachyspiza butleri (Gurney, JH Jr, 1898) – Nicobarenshikra
- Tachyspiza brevipes (Severtsov, 1850) – Balkansperwer
- Tachyspiza soloensis (Horsfield, 1821) – Chinese sperwer
- Tachyspiza francesiae (Smith, A, 1834) – Madagaskarshikra
- Tachyspiza trinotata (Bonaparte, 1850) – Vlekstaartsperwer
- Tachyspiza novaehollandiae (Gmelin, JF, 1788) – Grijze havik
- Tachyspiza hiogaster (Müller, S, 1841) – Grijs-rode havik
- Tachyspiza fasciata (Vigors & Horsfield, 1827) – Australische havik
- Tachyspiza melanochlamys (Salvadori, 1876) – Zwartrughavik
- Tachyspiza albogularis (Gray, GR, 1870) – Bonte havik
- Tachyspiza haplochroa (Sclater, PL, 1859) – Nieuw-Caledonische havik
- Tachyspiza rufitorques (Peale, 1849) – Fijihavik
- Tachyspiza henicogramma (Gray, GR, 1861) – Halmaherahavik
- Tachyspiza luteoschistacea (Rothschild & Hartert, EJO, 1926) – Grauwe sperwer
- Tachyspiza imitator (Hartert, EJO, 1926) – Bonte sperwer
- Tachyspiza poliocephala (Gray, GR, 1858) – Bleke sperwer
- Tachyspiza princeps (Mayr, 1934) – Bleke Havik
- Tachyspiza erythropus (Hartlaub, 1855) – West-Afrikaanse dwergsperwer
- Tachyspiza minulla (Daudin, 1800) – Oost-Afrikaanse dwergsperwer
- Tachyspiza gularis (Temminck & Schlegel, 1845) – Kleine sperwer
- Tachyspiza virgata (Temminck, 1822) – Besrasperwer
- Tachyspiza nanus (Blasius, W, 1897) – Sulawesidwergsperwer
- Tachyspiza erythrauchen (Gray, GR, 1861) – Molukse sperwer
- Tachyspiza cirrocephala (Vieillot, 1817) – Grijskopsperwer
- Tachyspiza brachyura (Ramsay, EP, 1880) – New-Britainsperwer
- Tachyspiza rhodogaster (Schlegel, 1862) – Wijnborstsperwer